# Silent Hill Original Soundtrack
Silent Hill Original Soundtrack é a trilha-sonora do primeiro jogo de survival horror da série Silent Hill. O álbum contem faixas do jogo, compostas por Akira Yamaoka (faixa 41, "Esperándote", foi composta por Rika Muranaka). A trilha-sonora foi lançada no Japão em 5 de Março de 1999 pelo preço de ¥2,136 e número de catálogo KICA-7950.

## Faixas
Todas as faixas escritas e compostas por Akira Yamaoka, exceto a faixa 41. 
| Silent Hill Original Soundtracks |                                                                        |         |  |
| N.º                              | Título                                                                 | Duração |  |
| 1.                               | "Silent Hill"                                                          | 2:51    |  |
| 2.                               | "All"                                                                  | 2:07    |  |
| 3.                               | "The Wait"                                                             | 0:09    |  |
| 4.                               | "Until Death"                                                          | 0:51    |  |
| 5.                               | "Over"                                                                 | 2:04    |  |
| 6.                               | "Devil's Lyric"                                                        | 1:26    |  |
| 7.                               | "Rising Sun"                                                           | 0:57    |  |
| 8.                               | "For All"                                                              | 2:39    |  |
| 9.                               | "Follow the Leader"                                                    | 0:52    |  |
| 10.                              | "Claw Finger"                                                          | 1:32    |  |
| 11.                              | "Hear Nothing"                                                         | 1:33    |  |
| 12.                              | "Children Kill"                                                        | 0:19    |  |
| 13.                              | "Killed by Death"                                                      | 1:25    |  |
| 14.                              | "Don't Cry"                                                            | 1:29    |  |
| 15.                              | "The Bitter Season"                                                    | 1:26    |  |
| 16.                              | "Moonchild"                                                            | 2:48    |  |
| 17.                              | "Never Again"                                                          | 0:45    |  |
| 18.                              | "Fear of the Dark"                                                     | 1:13    |  |
| 19.                              | "Half Day"                                                             | 0:39    |  |
| 20.                              | "Heaven Give Me Say"                                                   | 1:47    |  |
| 21.                              | "Far"                                                                  | 1:14    |  |
| 22.                              | "I'll Kill You"                                                        | 2:52    |  |
| 23.                              | "My Justice for All"                                                   | 1:21    |  |
| 24.                              | "Devil's Lyric 2"                                                      | 0:25    |  |
| 25.                              | "Dead End"                                                             | 0:17    |  |
| 26.                              | "Ain't Gonna Rain"                                                     | 1:12    |  |
| 27.                              | "Nothing Else"                                                         | 0:51    |  |
| 28.                              | "Alive"                                                                | 0:33    |  |
| 29.                              | "Never Again"                                                          | 1:01    |  |
| 30.                              | "Die"                                                                  | 0:56    |  |
| 31.                              | "Never End, Never End, Never End"                                      | 0:46    |  |
| 32.                              | "Down Time"                                                            | 1:38    |  |
| 33.                              | "Kill Angels"                                                          | 1:16    |  |
| 34.                              | "Only You"                                                             | 1:16    |  |
| 35.                              | "Not Tomorrow 1"                                                       | 0:48    |  |
| 36.                              | "Not Tomorrow 2"                                                       | 1:38    |  |
| 37.                              | "My Heaven"                                                            | 3:17    |  |
| 38.                              | "Tears of..."                                                          | 3:16    |  |
| 39.                              | "Killing Time"                                                         | 2:54    |  |
| 40.                              | "She"                                                                  | 2:36    |  |
| 41.                              | "Esperándote" (Composta por Rika Muranaka e cantada por Vanesa Quiroz) | 6:26    |  |
| 42.                              | "Silent Hill (Otherside)"                                              | 6:23    |  |
| Duração total:                   | Duração total:                                                         | 71:48   |  |